# Friedrich Anton Wilhelm Miquel
Friedrich Anton Wilhelm Miquel (Neuenhaus, 24 de octubre de 1811-Utrecht, 23 de enero de 1871) fue un botánico, micólogo y ficólogo neerlandés.
Dirigió los Huertos Botánicos de Róterdam (1835–1846), de Ámsterdam (1846–1859). Fue profesor en Utrecht y director del Huerto Botánico de Utrecht (1859–1871), así como el Rijksherbarium de Leiden, de 1862 a 1871.
Aunque no hizo viajes distantes, acumuló una amplia colección de flora de Australia y de las Indias Orientales Neerlandesas gracias a una extensa red de corresponsales.
Describió muchas familias importantes de la flora australiana e indonesia, entre las cuales están: Casuarinaceae, Myrtaceae, Piperaceae y Polygonaceae.

## Obra
- Flora japonica: sive, Plantae, quas in imperio japonicao collegit, descripsit, ex parte in ipsis locis pingendas curavit. Con Philipp Franz von Siebold, Joseph Gerhard Zuccarini. Editor apud auctorem, 1835

- Genera Cactearum, Róterdam, 1839

- Monographia Cycadearum. Editor Apud Robertum Natan, en línea 82 pp. 1842

- Opera botanica, 1942

- Systema Piperacearum, Róterdam, 1843-1844

- Illustrationes Piperacearum, Bonn, 1847

- De nord-nederlandsche vergiftige Gewassen. Ámsterdam, 1836

- Commentarii phytographici. Leyden, 1838—1840

- Monographia generis Melocacti. Breslau, Berlin, 1841

- Oratio de regno vegetabili in telluris superficie mutanda efficaci. Editor Typ. Civitatis Publica, 43 pp. 1846

- Revisio critica Casuarinarum, Ámsterdam, 1848

- Stirpes surinamenses selectae, Leyden, 1850

- Analecta botanica indica, Ámsterdam, 1850—1852

- Plantae Junghuhnianae, Leyden, 1851—1855

- Cycadeae quaedam Americanae, partim novae. Ámsterdam, 1851

- Flora Indiae batavae, Ámsterdam, 1855-1859

- Prodromus Florae Sumatranæ, Ámsterdam, 1860—1861

- Sumatra, seine Pflanzenwelt und deren Erzeugnisse, Leipzig, 1862

- Choix des plantes rares et nouvelles, cultivées et dessiné es dans le jardin botanique de Buitenzorg, Den Haag, 1863

- Annales Musei botanici Lugduno-Batavi, Ámsterdam, 1863—1869

- Prolusio Florae japonicae, Ámsterdam, 1865—1867

- Flora nederlandsch Indie. Volumen 1. Editor Van der Post, en línea 687-1047 pp. 1866

- De Palmis Archipelagi Indici observationes novae. Ámsterdam, 1868

- On the sexual organs of the Cycadaceae. Tradujo William Turner Thiselton Dyer, 26 pp. 1869

- Catalogus Musei botanici Lugduno-Batavi. I. Flora japonica, Den Haag, en línea viii + 246 pp. 1870

- Illustrations de la Flore de l’Archipel indien / par F. A. W. Miquel. Ámsterdam, Utrecht, van der Post, Leipzig, Fleischer, 1871

- The Miquel-Schlechtendal correspondence: a picture of European botany, 1836-1866. Con Diederich F. L. von Schlechtendal. Editor Frans Antonie Stafleu. 46 pp. 1970

- The botanical collections: proceedings of the symposium "Siebold in the 21st Century" held at the University Museum, the University of Tokyo, in 2003. N.º 41 de Bull. (Tōkyō Daigaku. Sōgō Kenkyū Shiryōkan). Editores Hideaki Ōba, David E. Boufford & Univ. Museum, Univ. of Tokyo, 171 pp. 2005

## Honores

### Membresías
- 1866: Real Academia de las Ciencias de Suecia
- Academia Real de las Artes y Ciencias de los Países Bajos

### Epónimos
Géneros
- (Cactaceae) Miqueliopuntia Frič ex F.Ritter[1]

- (Icacinaceae) Miquelia Meisn.[2]

- La abreviatura «Miq.» se emplea para indicar a Friedrich Anton Wilhelm Miquel como autoridad en la descripción y clasificación científica de los vegetales.[3]